# المشرع (مشرع بن عبو)
المشرع هي إحدى مشيخات المملكة المغربية، تتبع جغرافيا لإقليم سطات وإداريًا لمشرع بن عبو. يقدر عدد سكانها بـ 5239 نسمة حسب الإحصاء الرسمي للسكان والسكنى لسنة 2004.